# Чемпіонат світу з футболу 2014 (кваліфікаційний раунд, ОФК, перший раунд)
Кваліфікаційний раунд чемпіонату світу з футболу 2014 в Океанії проходив з 2011 до 2013 року і визначить учасників ЧС-2014 у Бразилії від ОФК.
Переможець турніру буде брати участь в міжконтинентальних стикових матчах з 4-ю командою зони КОНКАКАФ.
Функцію першого раунду відбіркового турніру в Океанії повинні були виконувати футбольні змагання на Тихоокеанських іграх 2011, які проходили в Нумеа, Нова Каледонія з 28 серпня по 9 вересня. Відповідну угоду було підписано в Суві 13 липня 2009. Функцію другого раунду повинен був грати Кубок націй ОФК 2012. Пізніше, в червні 2011 року, формат відбіркових змагань був переглянутий ФІФА.

## Турнірна таблиця
Чотири найгірших команди за рейтингом ФІФА на липень 2011 року грали за круговою системою в одне коло. Переможець виходить у другий раунд. Ігри пройшли з 22 по 26 листопада 2011 року в Самоа.
| М  | Команда            | І | В | Н | П | МЗ | МП | РМ | О |
| -- | ------------------ | - | - | - | - | -- | -- | -- | - |
| 1. | Самоа              | 3 | 2 | 1 | 0 | 5  | 3  | +2 | 7 |
| 2. | Тонга              | 3 | 1 | 1 | 1 | 4  | 4  | 0  | 4 |
| 3. | Американське Самоа | 3 | 1 | 1 | 1 | 3  | 3  | 0  | 4 |
| 4. | Острови Кука       | 3 | 0 | 1 | 2 | 4  | 6  | −2 | 1 |

## Матчі
| 22 листопада 2011 15:00 UTC−10 |

| Американське Самоа            | 2 — 1    | Тонга            |
| ----------------------------- | -------- | ---------------- |
| Рамін Отт 43' Шалом Луані 74' | Протокол | Уналото Феао 88' |

| Національний, Апіа Глядачів: 150 Арбітр: Ендрю Ачарі (Фіджі) |

| 22 листопада 2011 17:30 UTC−10 |

| Острови Кука           | 2 — 3    | Самоа                                 |
| ---------------------- | -------- | ------------------------------------- |
| Кемпбелл Бест 35', 84' | Протокол | Лукі Гоше 19', 36' Альберт Белл 90+1' |

| Національний, Апіа Глядачів: 600 Арбітр: Пітер О'Лірі (Нова Зеландія) |

| 24 листопада 2011 15:00 UTC−10 |

| Американське Самоа | 1 — 1    | Острови Кука       |
| ------------------ | -------- | ------------------ |
| Шалуом Луані 24'   | Протокол | Тала Луву 62' (аг) |

| Національний, Апіа Глядачів: 300 Арбітр: Брюс Джордж (Вануату) |

| 24 листопада 2011 17:30 UTC−10 |

| Самоа                  | 1 — 1    | Тонга                |
| ---------------------- | -------- | -------------------- |
| Шон Істгоуп 43' (пен.) | Протокол | Локоуа Тауфагема 81' |

| Національний, Апіа Глядачів: 180 Арбітр: Авері Жаке (Таїті) |

| 26 листопада 2011 15:00 UTC−10 |

| Тонга                                     | 2 — 1    | Острови Кука      |
| ----------------------------------------- | -------- | ----------------- |
| Тімоте Маамаалоа 26' Кінітоні Фалатау 90' | Протокол | Гровер Гармон 35' |

| Національний, Апіа Глядачів: 200 Арбітр: Ізідор Асс'єн-Амбасса (Нова Каледонія) |

| 26 листопада 2011 17:30 UTC−10 |

| Самоа          | 1 — 0    | Американське Самоа |
| -------------- | -------- | ------------------ |
| Сілао Мало 89' | Протокол |                    |

| Національний, Апіа Глядачів: 800 Арбітр: Пітер О'Лірі (Нова Зеландія) |

## Бомбардири
За весь раунд було забито 16 голів у 6 матчах, у середньому 2.67 голи за гру.
2 голи
| - Шалом Луані | - Кемпбелл Бест | - Лукі Гоше |

1 гол
| - Рамін Отт - Гровер Гармон - Альберт Белл | - Шон Істгоуп - Сілао Мало - Уналото Феао | - Кінітоні Фалатау - Тімоте Маамаалоа - Локоуа Тауфагема |

1 автогол
- Тала Луву (у грі проти Островів Кука)